# San Luis (distrikt)
San Luis (distrito de San Luis) är ett av 43 distrikt som utgör provinsen Lima, beläget i departementet med samma namn, i Peru. Det gränsar i norr till El Agustino; i öster till Ate; i söder till San Borja; i väster till La Victoria; samt i nordost till distriktet Lima.

## Historia
Distriktet San Luis bildades under tiden för president Fernando Belaúnde Terry, men det var Congreso de la República, då ledd av Armando Villanueva del Campo, som kungjorde beslutet den 23 maj 1968. Det nya distriktet skildes då från La Victoria.

### Namnet San Luis
Bostadsområdet San Luis, som tidigare hörde till Victoria, gav sitt namn till det nya distriktet. Ett beslut som gav företräde åt åsikten hos ledamöterna i Comité Pro Distrito, vilka huvudsakligen bodde i den del som nu kallas San Luis Antiguo.

## Geografi
San Luis är knutpunkt för flera viktiga landsvägar: Panamerikanska landsvägen (söderut) och Carretera Central, vilket ger anslutning till Panamerikanska landsvägen (norrut). I distriktet ligger Terminal Terrestre Molina (jordbruksprodukter), för transporter in i landet.

### Gränser
San Luis gränsar i norr till El Agustino; i öster till Ate; i söder till San Borja; i väster till La Victoria; och i nordost till distriktet Lima.

## Sevärdheter
- Plaza de Armas Parque Teniente Coronel GC “Horacio Patiño Cruzatti”

Torget har fått sitt namn till minne av de poliser som 27 juni 1965 föll i bakhåll vid cerro Púcuta (Huancavelica), under befäl av generalmajor Horacio Patiño Cruzatti.
- Parque de Los Novios

En plats för par som vill fira bröllop eller ta fotografier. Parken har en balkong, klockstapel, en liten bro, vattenfall och en önskebrunn.
- Villa Deportiva Nacional – VIDENA (Parque Zonal Túpac Amaru)

I San Luis ligger la Villa Deportiva Nacional som drivs av Instituto Peruano del Deporte och som har anläggningar för olika sporter som friidrott, cykling, volleyboll, simning, softboll och baseboll.
I anläggningen ligger huvudkontoret för Comité Olímpico Peruano och Federación Peruana de Fútbol (träningsplats för peruanska landslaget i fotboll Selección Peruana de Fútbol).